# Tibbie (Alabama)
Tibbie es un lugar designado por el censo ubicado en el condado de Washington en el estado estadounidense de Alabama. En el Censo de 2010 tenía una población de 41 habitantes y una densidad poblacional de 14,42 personas por km².

## Geografía
Tibbie se encuentra ubicado en las coordenadas 31°21′46″N 88°14′48″O / 31.36278, -88.24667. Según la Oficina del Censo de los Estados Unidos, Tibbie tiene una superficie total de 4.58 km², de la cual 4.53 km² corresponden a tierra firme y (0.96%) 0.04 km² es agua.

## Demografía
Según el censo de 2010, había 41 personas residiendo en Tibbie. La densidad de población era de 14,42 hab./km². De los 41 habitantes, Tibbie estaba compuesto por el 87.8% blancos, el 0% eran afroamericanos, el 7.32% eran amerindios, el 0% eran asiáticos, el 4.88% eran isleños del Pacífico, el 0% eran de otras razas y el 0% pertenecían a dos o más razas. Del total de la población el 4.88% eran hispanos o latinos de cualquier raza.